# FS Série P.1 ÷ 9
La série de 12 locomotives-tender à vapeur kkStB P - FS P / FS R.402 - BBÖ P - ÖBB 199 sont des locomotives à vapeur surchauffée, à voie étroite type autrichien de 760 mm. Elles ont été fabriquées :
- 3 exemplaires en 1911, par le constructeur autrichien Krauss & Linz (de), sur commande de la compagnie autrichienne kkStB, pour la ligne Trieste-Parenzo (it),
- 6 exemplaires en 1922, par le constructeur italien Officine Meccaniche Reggiane, sur commande de la compagnie italienne Ferrovie dello Stato - FS qui avait récupéré la ligne en 1918, qui avait récupéré la ligne en 1918,
- 3 exemplaires en 1927, par le constructeur autrichien Krauss & Linz, sur commande de la nouvelle compagnie de chemin de fer autrichienne BBÖ, créée en 1923 et renommée ÖBB en 1938, pour la ligne Ruprechtshofen - Gresten.

## Histoire
En 1911, la k.k. österreichische Staatsbahnen Compagnie des chemins de fer de l'État autrichien kkStB commande trois exemplaires de locomotives-tender à Krauss & Linz (de) pour l'exploitation de la ligne locale Trieste-Parenzo de 123 km, en Istrie, construite en 1887. La région faisait partie, depuis 1814, de l'Empire austro-hongrois mais a été conquise par l'Italie en 1918. Le nom de cette série de locomotives vient de la première lettre de la ville de Parenzo "P" (aujourd'hui Poreč, en Croatie).
En 1918, après sa défaite lors de la Première Guerre mondiale, l'Empire austro-hongrois éclate ce qui entraîne le démantèlement de la compagnie ferroviaire kkStB. Le Ministère Impérial des transports est supprimé le 12 novembre 1918 par décision du gouvernement provisoire de la République d'Autriche allemande. Le réseau ferré et le matériel sont partagés après le traité de Saint-Germain entre les compagnies nationales :
- Autriche : Österreichische Staatsbahnen (ÖStB) en 1919
- Italie : Ferrovie dello Stato Italiane (FS)
- Pologne : Polskie Koleje Państwowe (PKP)
- Roumanie : Căile Ferate Române (CFR).
- Tchécoslovaquie : Československé státní dráhy (ČSD)
- Royaume des Serbes, Croates et Slovènes (future Yougoslavie) : Jugoslovenske Železnice (JŽ).

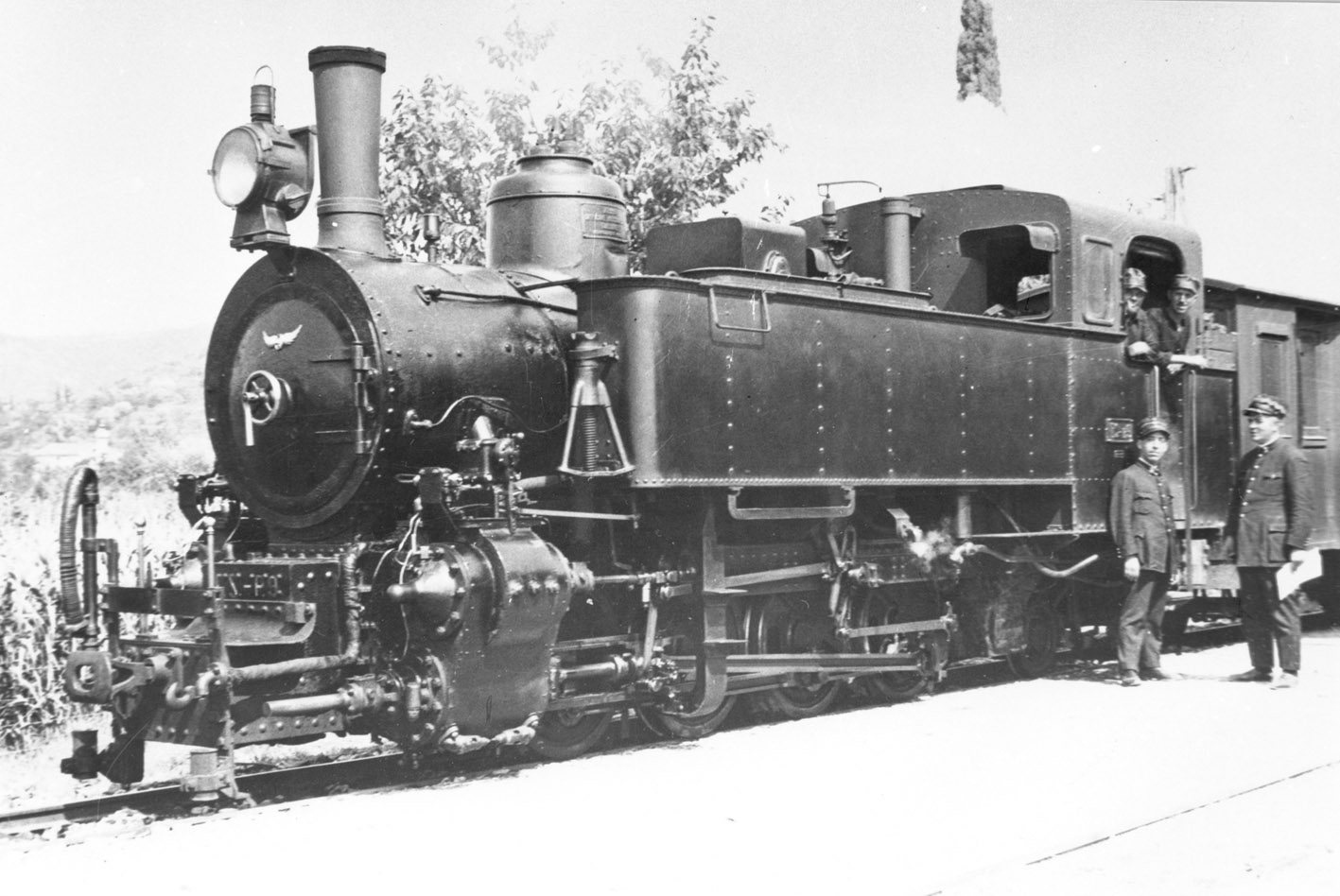
Locomotive à vapeur FS P 9 en 1924 (Collezione Roselli)

Après la Première Guerre mondiale, dans les territoires annexés par l'Italie, la région Trentin-Haut-Adige, la partie est du Frioul-Vénétie-Julienne et l'Istrie, les lignes ferroviaires et les locomotives sont passées sous la gestion des chemins de fer italiens, les Ferrovie dello Stato -FS. Les 3 locomotives "kkStB P 1 ÷ 3" sont ré-immatriculées "FS P 1 ÷ 3" et ont poursuivi leur service sur la même ligne Trieste-Parenzo (it) car inexploitable sur le reste du réseau italien à voie étroite de 950 mm. Cette ligne de 123 km comportait des pentes allant jusqu'à 32 pour 1000 et des rayons de courbure de 60 mètres. Pour augmenter la fréquence du service, en 1922, les FS commandent 6 locomotives supplémentaires de cette série à Officine Meccaniche Reggiane.
La ligne devenant peu fréquentée après la crise économique de l'entre deux guerres, le 31 août 1935, les FS décident de remplacer le service ferroviaire par des autobus. La ligne est fermée et démantelée en 1938. Sur les 9 locomotives "FS P 1 ÷ 9", 2 sont vendues au concessionnaire de la ligne de la Val Gardena, les Chemins de fer de la Val Gardena (it) et les FS décident d'affecter les 7 autres au dépôt de Palerme-Sant'Erasmo (it), en Sicile, pour y être transformées à un écartement de 950 mm, le standard étroit italien, et affectées sur la ligne Palerme-Corleone-San Carlo. Les 7 locomotives sont transférées au dépôt de Palerme, en Sicile où elle sont arrivées en 1938 mais, à cause du déclenchement de la Seconde Guerre mondiale, elles vont rester stockées en l'état, en attente d'être transformées. 5 sont transformées en R.402 au gabarit de 950 mm et mises en service entre 1939 et 1942.
Pendant la Seconde Guerre mondiale, les troupes italiennes occupent une grande partie de la Bosnie. Pour accélérer le transport de troupes et du matériel, les FS ont l'ordre de mettre en service des moyens supplémentaires et décident de transférer les 2 dernières locomotives "P 4 & P 7" non encore transformées de la Sicile en Bosnie, sous administration italienne des FS, où de nombreuses lignes à écartement étroit d'antan étaient toujours opérationnelles. La locomotive "FS P 4" arriva à destination mais, les événements de septembre 1943 ont interrompu le transfert de la "FS P 7" à Parme où elle est restée pendant 20 ans, en attente d'être démolie.
Dans le cadre du programme de conservation des matériels historiques décidé en 1960, les FS l'ont restaurée et transférée au Musée National des Sciences et des Techniques « Leonardo da Vinci » de Milan dans son état d'origine.
La locomotive "FS P 4", utilisée pour l'armée italienne en Bosnie, a été abandonnée et récupérée en 1945 par les chemins de fer de l'Etat Yougoslave JDŽ puis cédée en 1950 à la Mine de charbon Rudnik à Zenica où elle est restée en service jusqu'en 1967.

### En Autriche
La compagnie des Chemins de fer fédéraux autrichiens - BBÖ, qui avait repris la Niederösterreichische Landesbahnen (NÖLB) en 1923, recherchait des locomotives appropriées pour la ligne Mariazellerbahn de Ruprechtshofen à Gresten achevée en 1927. Comme les caractéristiques de la voie étaient similaires à celles de la ligne italienne Trieste-Parenzo, BBÖ a choisi la série P et commandé 3 locomotives à Krauss & Linz mais avec une dimension de cylindre légèrement inférieure à celle des premiers exemplaires de kkStB.
Le 18 mars 1938, après l'annexion de l'Autriche par l'Allemagne nazie, la BBÖ est absorbée par la Deutsche Reichsbahn, la compagnie ferroviaire du Reich les ré-immatricule 99.1001÷1003. Au cours des années suivantes, la locomotive numéro 99.1001 a été louée à la Direction des forêts de Lemberg, qui ne l'a jamais restituée.
En 1953, les ÖBB ont ré-immatriculé les 2 locomotives restantes 199.02-03 qui furent principalement utilisées en Carinthie sur les chemins de fer à voie étroite de la ligne de la vallée de la Gurk (de) et de la ligne de la vallée de la Vellach (de). Elles ont été démolies en 1973,.

## Description
La locomotive FS Série P est une locomotive à vapeur à voie étroite reposant sur un agencement de roues 041, composée de quatre essieux couplés et d'un essieu porteur arrière. Au-dessus de la chaudière, équipée d'un système de surchauffe de vapeur à simple détente, on trouve un bac à sable rectangulaire et un dôme circulaire et à l'avant une simple cheminée à la sortie de chambre. Le corps cylindrique recouvrant la chaudière est flanqué de deux réservoirs d'eau. La locomotive est équipée de deux cylindres externes, alimentés par des distributeurs à piston selon le système de distribution Walschaert. Le système de freinage consiste en un frein automatique modéré à dépression. La locomotive a une peinture noir brillant, à l'exception des rayons de roue, de la poutre tampon, des côtés du châssis et du creux des bielles peints en rouge et des jantes peintes en blanc. Les locomotives FS du groupe P sont étroitement liées à la ligne ferroviaire ligne locale Trieste-Buje-Parenzo (it) en Istrie, province austro-hongroise reprise par l'Italie lors de la Première Guerre mondiale.
La ligne, longue de 123 kilomètres, a été construite par k.k. österreichische Staatsbahnen Compagnie des chemins de fer de l'État autrichien kkStB en 1902 en utilisant la voie étroite autrichienne de 760 mm. En 1911, les trois premières locomotives du groupe P de construction autrichienne Krauss & Linz (de) furent mises en service. Avec le passage de la ligne à l'administration italienne des FS, les chemins de fer de l'État italien ont commandé 6 nouvelles locomotives au constructeur italien Officine Meccaniche Reggiane de Reggio Emilia, avec des améliorations de la conception autrichienne originale. C'est ainsi que les FS utilisèrent pour la première et unique fois de leur histoire une voie très étroite "autrichienne" et la disposition des roues 041, tout à fait inhabituelle dans le panorama ferroviaire italien.

## Transformation en FS R.402
Sur les 7 locomotives FS P au gabarit 760 mm transférées de Trieste à Palerme en 1938, 5 ont été transformées pour leur permettre de circuler au gabarit réduit italien de 950 mm entre 1939 et 1942 tandis que les 2 locomotives P 4 & 7, en attente de transformation, ont été transférées pour l'armée italienne qui occupait la Bosnie.
Les 5 locomotives FS R.402 ont été utilisées sur la ligne Palerme-Corleone-San Carlo de 73,322 km, construite au début du XXe siècle et mise en service en 1910. Elle comprenait 16 ponts et viaducs importants, 5 tunnels (le plus long de 435 m) et 352 ouvrages d'art. Les locomotives sont restées opérationnelles jusqu'en 1956, date à laquelle elles ont été remplacées par les autorails FS RALn 60. La ligne a été fermée au début de l'année 1968 après le terrible tremblement de terre du 15 janvier qui a frappé la Vallée du Bellice qui a détruit une grande partie des routes et la ligne ferroviaire.

## Préservation
La locomotive FS P 7, exemplaire unique conservé au Musée National des Sciences et des Techniques « Leonardo da Vinci » de Milan, est présenté dans son état d'origine.

## Galerie de photographies

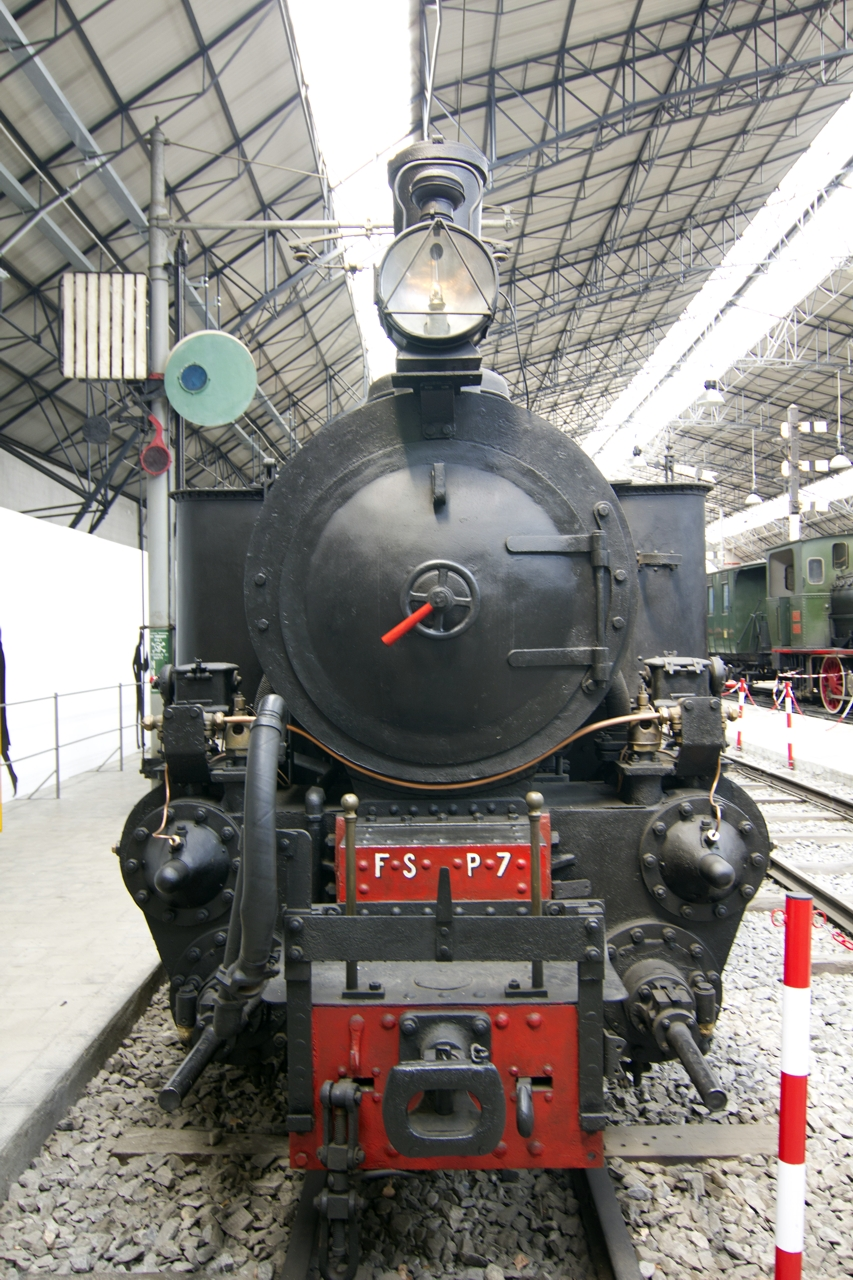
FS P 7 de face
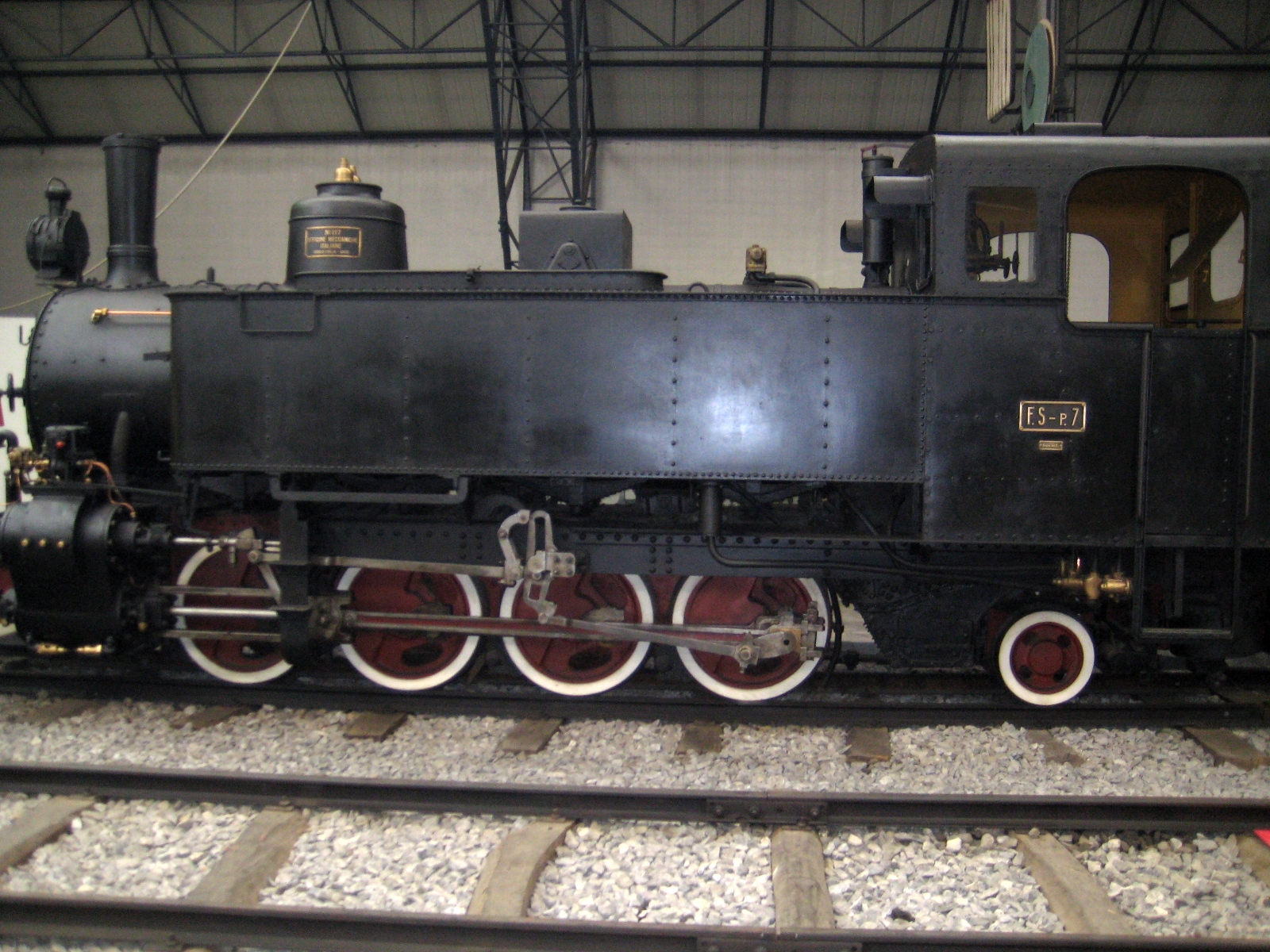
Profil de la FS P 7
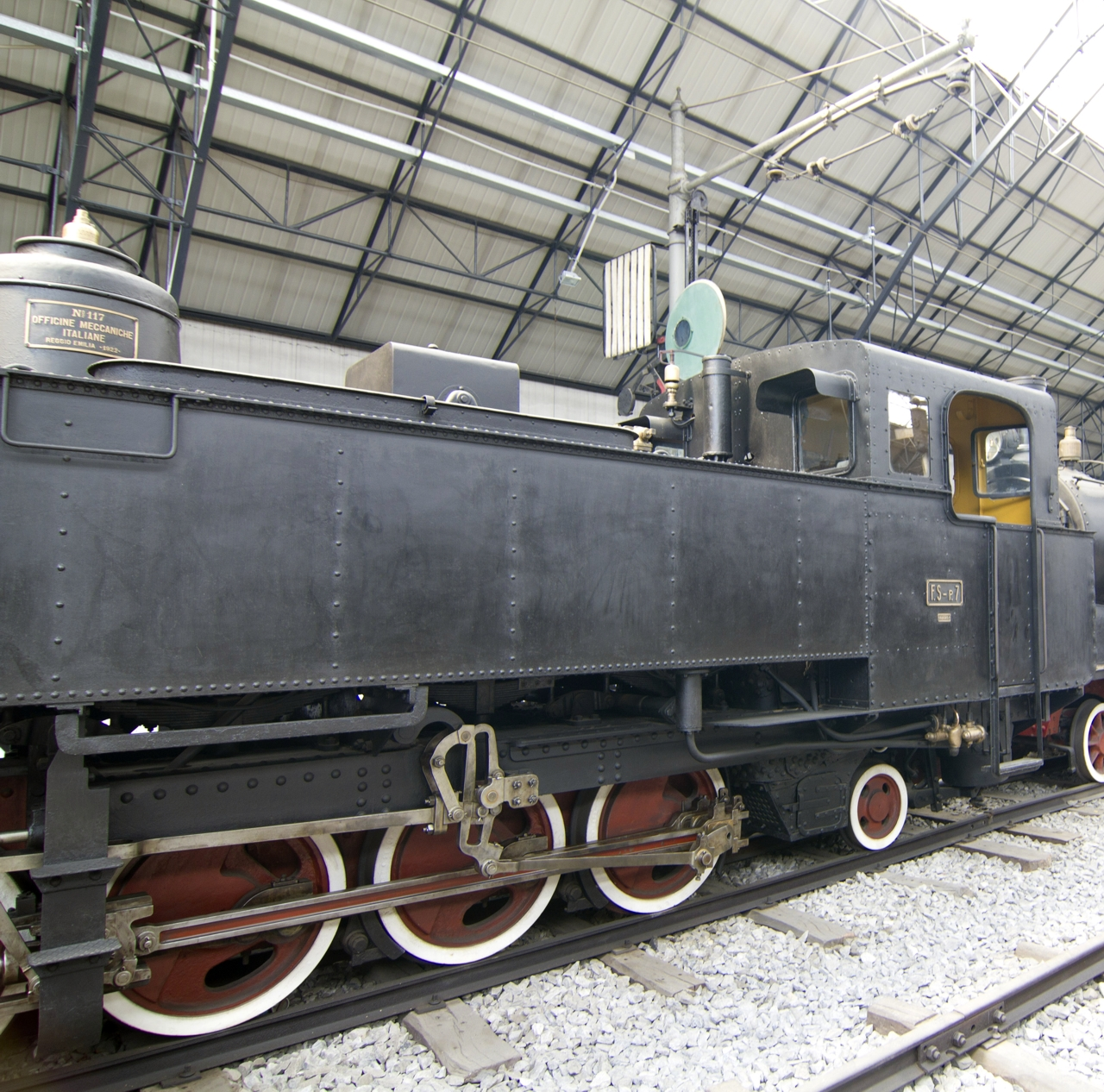
L'embiellage